# عزة سلطان
عزة سلطان (2 أغسطس 1974 -) هي كاتبة مصرية.

## حياتها
ولدت عام 1974 في الثاني من أغسطس، درست علوم المكتبات والمعلومات وحصلت على ليسانس المكتبات والمعلومات عام 1997 من جامعة المنوفية.
بدأت في نشر أعمالها القصصية منذ كانت طالبة في المرحلة الثانوية، وصدرت لها أول مجموعة قصصية عن الهيئة العامة لقصور الثقافة بعنوان «إمراة تلد رجلا يشبهك» عام 1998، وفي نفس العام صدر لها أول مجموعة قصصية للأطفال بعنوان «رحلة الحمامة العجيبة» والتي صدرت عن سلسلة كتاب قطر الندى التي تصدرها الهيئة العامة لقصور الثقافة.
- عضو اتحاد الكُتاب المصريين.
- عملت كأخصائي مكتبات ومعلومات في عدد من الجهات، واستمرت تكتب وتنشر القصة القصيرة وقصص الأطفال والمقالات النقدية جنبًا إلى جنب مع عملها في تخصصها ودراساتها الأكاديمية والتي صنعت لها اسمًا ذوي حس بحثي مميز.
- عملت ككاتبة سيناريو وباحثة في الأفلام الوثائقية منذ العام 2006، وظل ذلك متوافقًا مع عملها في تخصص المكتبات والمعلومات، ثم تفرغت للعمل في مجال الأفلام الوثائقية منذ عام 2009، هذا العام الذي حصلت فيه على جائزة عبد الحي أديب في سيناريو الفيلم الطويل من مهرجان الإسكندرية السينمائي الدولى.
- أنتجت عشرات الأبحاث والأوراق العلمية في تخصص المكتبات والمعلومات – ثقافة الطفل- النقد الأدبي والنقد السينمائي.
- أصدرت أربعة مجموعات قصصية هي «امرأة تلد رجلًا يشبهك – 1998»
- أحمد رجل عادي جدا – 2002 والتي أُعيد طباعتها في مكتبة الأسرة عام 2004 تحت اسم رجل عادي
- تماما كما يحدث في السينما- 2009
- جسد باتساع الوطن – 2012

لها عدد كبير من المجموعات القصصية للأطفال في المرحلة العمرية من 6- 10 سنوات، وثلاث روايات للناشئة.
قامت بإعداد بعض الكتب العلمية للناشئة مثل «المسرح – نشأة الكون – الفضاء- الإذاعة»
لها إصدرات أكاديمية متخصصة منها
- دليل المسرح البيئي – 1999
- حصتي في المكتبة (للناشئة) – 2008
- الدليل الشامل لأنشطة المكتبات – 2008

صدر لها في 2014 روايتها الأولى «تدريبات على القسوة»
كما كتبت السيناريو للعديد من الأفلام الوثائقية والروائية القصيرة، وأنتجت عدد من الأفلام وكذلك أخرجت أكثر من فيلم.
تعد عزة سلطان واحدة من الكاتبات اللواتي عملن في مجال السينما ولها حس مميز في الكتابة، وقد عنيت في كتاباتها بقضايا المرأة من منطلق تميزها وليس انطلاقًا من مفاهيم نسوية
حيث تصرح دومًا أنها لا تدعم الأفكار النسوية، وتجد في هذه الأفكار تمييزًا ضد المرأة، وإنما ترى أن تميز المرأة وخصصوية قضايا ينطلق من اختلافها الفسيولوجي الذي يصنع قضاياه فضلًا عن نظرة المجتمع الشرقي للمرأة والتنشئة القائمة على التمييز وتفضيل الرجل.
حصلت عزة سلطان على عدد من الجوائز
- جائزة عبد الحي أديب للسيناريو- 2009.
- الجائزة الأولى في النقد السينمائي- الهيئة العامة لقصور الثقافة- 2007.
- جائزة النقد الأدبي- إقليم شمال الصعيد الثقافي -2003.

## عملها

### الأعمال الأدبية

#### الأدب
- تدريبات على القسوة – رواية- روافد للنشر والتوزيع- 2013
- جسد باتساع الوطن- روافد للنشر والتوزيع- 2012.
- تماما كما يحدث في السينما- دار ملامح للنشر- 2009.
- رجل عادى- مجموعة قصصية- مكتبة الأسرة- 2004.
- أحمد رجل عادى جداً- مجموعة قصصية- كتابات جديدة- الهيئة المصرية العامة للكتاب- 2002.
- امرأة تلد رجلاً يشبهك- مجموع
- قصصية- إبداعات- الهيئة العامة لقصور الثقافة- 1998.

#### أدب الأطفال
- القطة تزور المدينة- سلسلة قطر الندى- الهيئة العامة لقصور الثقافة- 2012.
- بنات قريتنا (قصص)- دار الرشاد- 2010.
- رحلة إلى حصة الكمبيوتر (قصص)- دار الرشاد -2010.
- بطلة حقيقية (قصص) –دار الرشاد- 2010.
- حصتى في المكتبة- دار الرشاد- 2007.
- لماذا أنا صغير- كتاب قطر الندى- الهيئة العامة لقصور الثقافة- 2005.
- دنجى يعود ثانية- قصص للأطفال- منظمة سيدارى، جهاز شئون البيئة- 1999.
- الحيوانات المرحة- قصص للأطفال- العربي للنشر والتوزيع- 1999.
- دليل مسرح الطفل البيئى- منظمة سيدارى- جهاز شئون البيئة- 1999.
- رحلة الحمامة العجيبة- كتاب قطر الندى- الهيئة العامة لقصور الثقافة- 1998.

### في مجال المعلومات والمكتبات
- التخطيط الاستيراتيجي لإدارة الأنشطة في المكتبات- الملتقى العربي الرابع للمكتبات والمعلومات- 2009.
- الدليل الشامل لأنشطة المكتبات- دار العربي للنشر والتوزيع- 2008.
- المكتبة كنواة لمجتمع صغير- المؤتمر القومى الثاني عشر لأخصائي المكتبات- دمياط- 2008.
- المكتبة وصناعة المستقبل- الحلقة العلمية الثالثة- مركز بحوث أدب الطفل- جامعة حلوان- 2008.
- المدونات: نافذة للنشر الإلكترونى ومنافع أخرى.- المجلس الأعلى للثقافة، الندوة العلمية للنشر الإلكترونى- فبراير 2007.
- التخطيط لتطوير الخدمة المكتبية للفئات الخاصة: الأدباء نموذجاً: ورقة عمل مقدمة للمؤتمر القومى لأخصائى المكتبات والمعلومات. الملتقى الأول للتطبيقات الرقمية في المكتبات- شبكة اخصائى المكتبات والمعلومات- 2006.
- دراسة ديموجرافية عن المترددين على مقاهى الإنترنت- مؤتمر المكتبات العامة- المجلس الأعلى للثقافة -2005، كما نشرت بمجلة الاتجاهات الحديثة للمكتبات ع يناير 2006.
- التخطيط لإنشاء هيئة وطنية للمعلومات- مؤتمر السياسة الوطنية للمعلومات- المجلس الأعلى للثقافة- 2002.
- تنمية القوى البشرية: دراسة مقارنة للقوى البشرية في مراكز المعلومات- مؤتمر السياسة الوطنية للمعلومات- المجلس الأعلى للثقافة- 2002.
- سوق العمل لخريجى أقسام المكتبات في مصر- المؤتمر القومى الخامس لأخصائى المكتبات والمعلومات- أسيوط- 2001.
- خدمات مجموعات الاهتمام بمكتبة مبارك العامة- المؤتمر القومى الرابع لأخصائى المكتبات والمعلومات- المنوفية- 2000.

### في مجال ثقافة الأطفال
- المسكوت عنه في الكتابة للأطفال: التحديات والحلول- ملتقى الطفل الإفريقى- المجلس الأعلى للثقافة- 2004.
- الحرية الفكرية الممنوحة لطلاب مرحلة التعليم الأساسى: دراسة في محتوى المناهج الدراسية لمرحلة التعليم الأساسى- ندوة الحرية الفكرية- المجلس الأعلى للثقافة- 2004.
- الصراعات الدولية وأثرها على ثقافة الطفل في مصر- ندوة ثقافة الطفل- المجلس الأعلى للثقافة- 2002.
- تأثير الميول القرائية على الكتابة للطفل- ندوة ثقافة الطفل- المجلس الأعلى للثقافة- 1999.

### في مجال الدراسات الأدبية
- الكتابة النسائية- خصوصياتها وجمالياتها- مهرجان الابداع النسائي الثاني – تازة – المغرب- 2009.
- احسان عبد القدوس: الوصفة السحرية لقراءات الشباب- المجلس الأعلى للثقافة- ندوة احسان عبد القدوس- 2007
- جول فيرن: دراسة في صناعة المستقبل من خيالات الأدباء- ندوة الاحتفال بمئوية جول فيرن- المجلس الأعلى للثقافة- 2005.
- المواقع الإلكترونية للأدباء بين رغبة النشر والوجاهة التكنولوجية- مجلة الثقافة الجديدة، عدد نوفمبر 2004.
- سبل المرأة لمواجهة العولمة في الدول النامية- مؤتمر الثقافة في عصر المعلومات- المجلس الأعلى للثقافة- 2002.
- واقع الحركة النقدية في مصر- ندوة القصة القصيرة- المجلس الأعلى للثقافة- 2002.

### ورش العمل
- تقينات الكتابة الأدبية في الصحافة الإلكترونية والمكتوبة- الكلية متعددة التخصصات بتازة- المغرب- 2009.
- إدارة المعرفة- الملتقى الأول للتطبيقات الرقمية- شبكة أخصائى المكتبات والمعلومات- 2006.
- القراءة في عصر الإنترنت- معهد جوته ومكتبة مبارك العامة- 2004.
- هيا أطلعك على عالمى (تعلم وممارسة التداخل الثقافى)- معهد جوته ومكتبة مبارك العامة- 2004.
- المشاركة في ورشة العمل التي نظمها جهاز شئون البيئة ومنظمة سيدارى- 1999.
- المشاركة في ورشة العمل التي نظمها جهاز شئون البيئة ومتحف سوزان مبارك- 1999.

### كمنتج فني
- فيلم جميع الحقوق محفوظة- وثائقي- برنامج تحت المجهر- الجزيرة الاخبارية- سيناريو عزة سلطان -إخراج محسن عبد الغني - مخرج مساعد عزة سلطان- 2014.
- فيلم شفرات الوصول- وثائقي- إنتاج قناة الجزيرة الوثائقية- إخراج مصطفى محفوظ (2012/2013)
- فيلم أنتيكا- وثائقي- إنتاج قناة الجزيرة الوثائقية- إخراج سالي أبو باشا (2012/ 2013)
- فيلم الوصول إلى البداية- وثائقي- إنتاج الجزيرة الوثائقية- إخراج مصطفى محفوظ- 2012
- حلقات صوتك للبلد (11 حلقة)- وثائقي- إنتاج مجاز للإنتاج الفني- إخراج مصطفي محفوظ- 2011
- فيلم الصامتون- وثائقي (28) ق- إنتاج الجزيرة الوثائقية- إخراج مصطفى محفوظ- 2011
- الآتي- روائي قصير – إنتاج عزة سلطان- إخراج محمد ممدوح- 2008.

### كمعدة وكاتبة سيناريو (حر Free Lancer)
- فيلم جميع الحقوق محفوظة- وثائقي- برنامج تحت المجهر- الجزيرة الاخبارية- سيناريو عزة سلطان - إخراج محسن عبد الغني - مخرج مساعد عزة سلطان- 2014.
- فيلم الزيارة- سيناريو عزة سلطان- روائي قصير – مستقل- إخراج أحمد محفوظ – 2012.
- فيم أنتيكا- سيناريو وإعداد عزة سلطان- وثائقي (26) ق- إنتاج الجزيرة الوثائقية- إخراج سالي أبو باشا- 2012.
- فيلم الظواهر المسرحية- سيناريو عزة سلطان – وثائقي (52) ق- إنتاج قناة الجزيرة الوثائقية- إخراج أشرف إمام – 2012.
- فيلم المسرح بأيد مصرية- بحث وإعداد وسيناريو عزة سلطان- وثائقي (52) ق- إنتاج قناة الجزيرة الوثائقية- إخراج خالد سعيد – 2012.
- فيلم الوصول إلى البداية- وثائقي- إنتاج الجزيرة الوثائقية- إخراج مصطفى محفوظ- 2012
- فيلم نساء مزيفات- وثائقي- إنتاج مستقل- إخراج مصطفي محفوظ- 2011
- فيلم الصامتون- وثائقي (28) ق- إنتاج الجزيرة الوثائقية- إخراج مصطفى محفوظ- 2011
- فيلم خلف المرآة- وثائقي (52) ق- إنتاج قناة الجزيرة الوثائقية- إخراج محمد ممدوح- 2011
- فيلم صوت القلم- سيد حجاب- وثائقي 25 ق- سلسلة بصمات- إنتاج الجزيرة الوثائقية- إخراج محمد ممدوح- 2010.
- فيلم صعيد الغضب – وثائقي (50)- إنتاج الجزيرة الوثائقية- إخراج سعد هنداوي- 2010.
- فيلم نحن هنا- وثائقي (25) ق- إنتاج المركز القومي للسينما- إخراج شيرين طلعت- 2010.
- فيلم زمن الهواية – وثائقي (40) ق- إنتاج حر- إخراج شيرين طلعت- 2010.
- فيلم هنا الوطن- وثائقي- إنتاج الجزيرة الوثائقية- إخراج عزة سلطان- 2009
- فيلم شارع محمد علي– وثائقي (26)ق – سلسلة شوارع وحكايات- إنتاج قناة الجزيرة- إخراج سلمي الطرزي- 2009.
- فيلم مصنع الرجال (فيلم وثائقي)- إخراج يافا جويلي- إنتاج قناة الجزيرة.
- فيلم رحمة يا دنيا (فيلم وثائقي)- إخراج يافا جويلي- إنتاج قناة الجزيرة.
- فيلم طالبية جوه (فيلم وثائقي)- إخراج خالد الفارس- إنتاج قناة الجزيرة.
- فيلم انتصار (فيلم وثائقي)- إخراج كريم حنفي- إنتاج قناة الجزيرة.

### كمخرج
- فيلم جميع الحقوق محفوظة- وثائقي- برنامج تحت المجهر- الجزيرة الاخبارية- سيناريو عزة سلطان -إخراج محسن عبد الغني - مخرج مساعد عزة سلطان- 2014.
- هنا الوطن: فيلم وثائقي (52ق)-سلسلة طلبة وسياسة- إنتاج قناة الجزيرة الوثائقية- 2010

## أقرأ أيضا
- تدريبات علي القسوة
- تماما كما يحدث في السينما
- جسد باتساع الوطن